# Olomoučka nadbiskupija
Nadbiskupija Olomouc ili Olomoučka nadbiskupija (češ. Arcidiecéze olomoucká, lat. Dioecesis Olomucensis) je nadbiskupija latinskog obreda Katoličke Crkve u Češkoj. Ne zna se mnogo o njezinoj ranijoj povijesti, ali se sa sigurnošću zna da je kao biskupija osnovana 1063., a uzdignuće je doživjela 1777. od strane pape Pija VI. Zaštinitnik nadbiskupije je Sveti Vjenceslav ili Vaclav, kome je i posvećena nadbiskupska katedrala u Olomoucu. Nadbiskupija je trenutno prazna jer je dosadašnji nadbiskup je Jan Graubner, imenovan praškim nadbiskupom

## Unutarnje poveznice
- Praška nadbiskupija
- Katolička Crkva u Češkoj

## Vanjske poveznice
- Olmomouc na catholic-hierarchy.org (engl.)
- GCatholic.org (engl.)
- Službena stranica nadbiskupije (češ.)